# 제3회 골든 래즈베리상
제3회 골든 래즈베리상은 1982년 영화를 대상으로 1983년 4월에 열린 시상식이다. Oscar Night Pot Luck Party에서 개최되었으며 사회자는 John Wilson이다.

## 수상 및 후보

### 최악의 작품상
- 오! 인천 - Mitsuharu Ishi 수상
- 애니 - 레이 스타크
- 버터플라이 - 맷 심벌
- 메가포스 군단 - 앨버트 S. 루디
- 해적 - David Joseph

### 최악의 남우주연상
- 오! 인천 - 로렌스 올리비에 수상
- 파라다이스 - 윌리 아메스
- 해적 - 크리스토퍼 앳킨스
- 죠르지오의 사랑 - 루치아노 파바로티
- 코난 - 바바리안 - 아놀드 슈왈제네거

### 최악의 여우주연상
- 버터플라이 - 피아 자도라 수상
- 시덕션 - 모건 페어차일드
- 한여름 밤의 섹스 코미디 - 미아 패로우
- 해적 - 크리스티 맥니콜
- 사랑의 시간 - 매리 테일러 무어

### 최악의 남우조연상
- 버터플라이 - 에드 맥마흔 수상
- 메가포스 군단 - Michael Beck
- 오! 인천 - 벤 가자라
- 해적 - Ted Hamilton
- 버터플라이 - 오슨 웰즈

### 최악의 여우조연상
- 애니 - 아이린 퀸 수상
- 아비티빌 2 - 루타냐 알다
- 시덕션 - 콜린 캠프
- 엔틀 - 다이안 캐넌
- 버터플라이 - 로이스 네틀톤

### 최악의 감독상
- 오! 인천 - 테렌스 영 수상
- 해적 - 켄 아나킨 수상
- 버터플라이 - 맷 심벌
- 애니 - 존 휴스턴
- 메가포스 군단 - 할 니드햄

### 최악의 각본상
- 오! 인천 수상
- 애니
- 버터플라이
- 해적
- 죠르지오의 사랑

### 최악의 신인상
- 버터플라이 - 피아 자도라 수상
- 시덕션 - 모건 페어차일드
- 죠스 3 - 루치아노 파바로티
- 애니 - 아이린 퀸
- 록키 3 - 미스터 티

### 최악의 주제가상
- 해적 - "Pumpin' and Blowin" 수상
- 브로드웨이에 막이 오를 때 - "Comin' Home to You"
- 해적 - "Happy Endings"
- 버터플라이 - "It's Wrong for Me to Love You"
- 고독한 방랑자 - "No Sweeter Cheater Than You"

### 최악의 음악상
- 해적 - Kit Hain 수상
- 버터플라이 - 엔니오 모리꼬네
- 데스 위시 2 - 지미 페이지
- 배반의 계절 - 존 윌리엄스
- 괴물 - 엔니오 모리꼬네

## 같이 보기
- 제55회 아카데미상
- 제36회 영국 아카데미 영화상
- 제40회 골든 글로브상